# Coelotes ogatai
Coelotes ogatai là một loài nhện trong họ Amaurobiidae.
Loài này thuộc chi Coelotes. Coelotes ogatai được miêu tả năm 2009 bởi Nishikawa.